# Kullagertrafiken
Kullagertrafiken är en benämning på exporten av kullager och rullager från Svenska Kullagerfabriken (SKF), under andra världskriget. Denna export påverkade Sveriges förhållande till de krigförande staterna Storbritannien, Tyskland och USA vid flera tillfällen under kriget.

## Inledning
En kort tid efter krigsutbrottet utfärdade svenska regeringen ett antal exportförbud. Undantag godkändes bara genom licens utställd av statlig myndighet. Genom detta fick staten full kontroll över den svenska exporten. Samtidigt pågick handelsförhandlingar, och i december 1939 slöt Sverige handelsavtal med Storbritannien och Tyskland. Två exportvaror kom speciellt att påverka Sveriges önskan att förbli neutralt under kriget, järnmalm och kullager. 

## Exporten fram till 1943

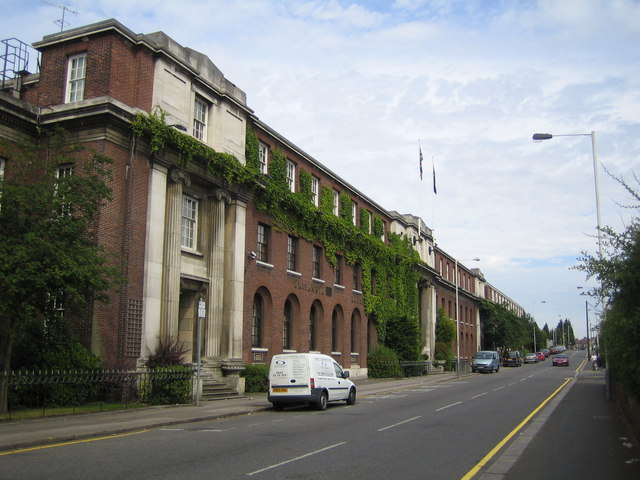
Skefkos gamla fabriksbyggnad i Luton, i nutid. Byggnaden, Brittania House, används numera till andra verksamheter.

Kullagerexporten till Tyskland pågick utan hinder under första delen av kriget. Samarbetet skedde främst med dotterföretaget Vereinigte Kugellagerfabriken AG (VKF), i Schweinfurt. Det tyska företaget pressades hårt av den nazistiska regimen, som började hota med att helt förstatliga företaget, om inte SKF i Göteborg uppfyllde tyska krav på ökade leveranser, långvariga krediter, med mera.
I samband med mineringen av Skagerrak, Skagerrakspärren, på våren 1940 ökade svårigheterna att exportera till det tidigare engelska dotterbolaget Skefko i Luton. I stället utnyttjades transportleder via Sovjetunionen, med en skeppningsplats i Vladivostok och en i Persiska viken. Så länge Italien var neutralt kunde SKF också leverera varor till västmakterna via Genua.

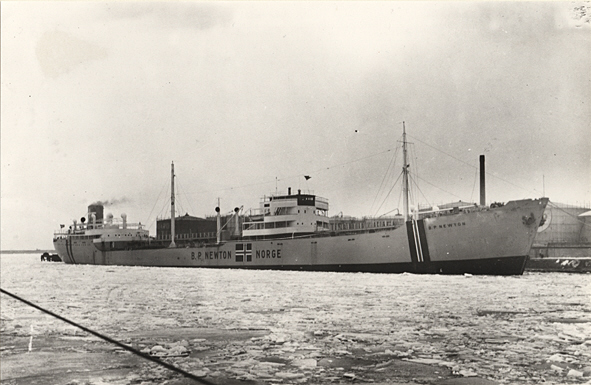
Nybyggda tankern B. P. Newton kom fram till Storbritannien lastad med 5 000 ton kullager och specialstål. Källa:Statens maritima museer (SMM).

I januari 1941 lyckades fem norska kvarstadsbåtar, lastade med kullager, maskiner och hoforsstål, från Brofjorden bryta igenom den tyska blockaden och nå Kirkwall. Genombrytningen, som kallades Operation Rubble, leddes av George Binney, en brittisk handelsattaché som också var medlem av den hemliga militära organisationen SOE. Ytterligare tio kvarstadsbåtar lämnade Göteborg den 31 mars 1942 i Operation Performance. Nu lyckades bara två fartyg ta sig igenom spärren. Det ena fartyget, B. P. Newton var lastat med 5 000 ton kullager och kullagerstål. Resten av SKF:s leverans fanns på fartyget Lionel, som tillsammans med lastfartyget Dicto lyckades ta sig tillbaka till Göteborg. De övriga norska fartygen sänktes av egen besättning för att inte falla i tyska händer då de anfallits av tyska bevakningsbåtar eller flygplan.
I stället för stora handelsfartyg utökades därefter trafiken med flygplan mellan Sverige och England. På grund av Sveriges neutrala status kunde militära flygplan inte användas och flygplanen fick inte heller vara beväpnade. BOAC fick för ändamålet leasa ett antal de Havilland Mosquito från RAF som berövades sin beväpning och hade bombutrymmet ombyggt till lastrum. Transporterna skedde helst molniga nätter, ibland upp till 18 turer per dygn, och inte utan förluster.
Den tyska regeringen lät omorganisera rustningsindustrin sommaren 1942. Varje industribransch fick en så kallad Ringfürer eller generalkommissarie, vilken placerade ut beställningar, kontrollerade råmaterial, arbetskraft med mera. Detta innebar att SKF i Göteborg fick mindre inflytande. Dessutom bidrog företagets engagemang i samband med kvarstadsbåtarnas utbrytningsförsök tidigare under våren 1942 till frostigare relationer med Tyskland.

## Exporten fram till krigsslutet 1945
I september 1943 trädde en överenskommelse mellan Sverige, England och USA i kraft. Denna War Trade Agreement innebar att exporten av järnmalm och kullager till Tyskland skulle minskas kraftigt, ner till 50% av 1943 års volym.

### Operation Bridford
Från april 1943 planerade George Binney för Operation Bridford, som från början innebar att fem ombyggda dieseldrivna kanonbåtar från engelska flottan förande "The Red Ensign", den engelska handelsflottans flagga, i omgångar skulle hämta lasten av kullager från Dicto och Lionel i "The ball bearing run". George Binney kunde inte verka i Sverige efter anklagelser om vapensmuggling i samband med utbrytningen på våren 1942. Som operativ chef för operation Bridford utsågs i stället Brian Reynolds. Begäran från London om att hämta kvarstadsbåtarnas last i norra Bohuslän med mindre handelsfartyg mötte inget hinder hos den svenska regeringen, men verksamheten genomfördes med större sekretess än i Göteborg. I juni gjorde den brittiske kullagerinköparen Bill Waring, och Willy Sieberg direktör för Skefko i Luton, en kurirflygning till Sverige för att hinna före tyskarna med beställningar på kullager.
| ” | Den enda nackdelen var att bombluckorna hade en benägenhet att öppna sig. Till att börja med var det bara frågan om någon centimeter, men redan att betrakta en enda centimeter av det absoluta Ingenting känns okomfortabelt, särskilt som springan stadigt vidgas. | „ |
| – Den brittiske kullagerinköparen Bill Waring placerad i bombrummet på ett Mosquito-flygplan i juni 1943. | |   |

Lejdtrafiken för handelsfartyg återupptogs i maj 1943, men stoppades återigen av tyskarna i oktober 1943 med hänvisning till risken att de norska fartygen skulle utnyttja vintermånaderna för att göra ett utbrottsförsök. Den 2 respektive 4 september avgick Dicto och Lionel från Göteborg till Lahälla i Brofjorden nära Lysekil, för att användas som förråds- och depåfartyg i den kommande operationen. Lastning och lossning av kanonbåtarna skulle ske på "Anderssons kaj" i Lysekils sydhamn 58°16′24″N 11°26′19″Ö / 58.27333°N 11.43861°Ö, där lastkran monterades. 

#### De grå systrarna
De fem kanonbåtarna Nonsuch, Hopewell, Gay Viking, Gay Corsair och Master Standfast planerade att segla från Kingston upon Hull i England på sen eftermiddag, och komma fram till Lysekil tidig morgon två dagar senare. Därefter lasta och segla från Sverige samma kväll samt vara tillbaka i Kingston upon Hull på morgonen två dagar senare. Med det tidsschemat kunde man köra i reducerad fart på en motor över Nordsjön, och därefter utnyttja nattmörkret för att passera det av tyskarna välbevakade Skagerrak med högsta möjliga fart på tre motorer. 

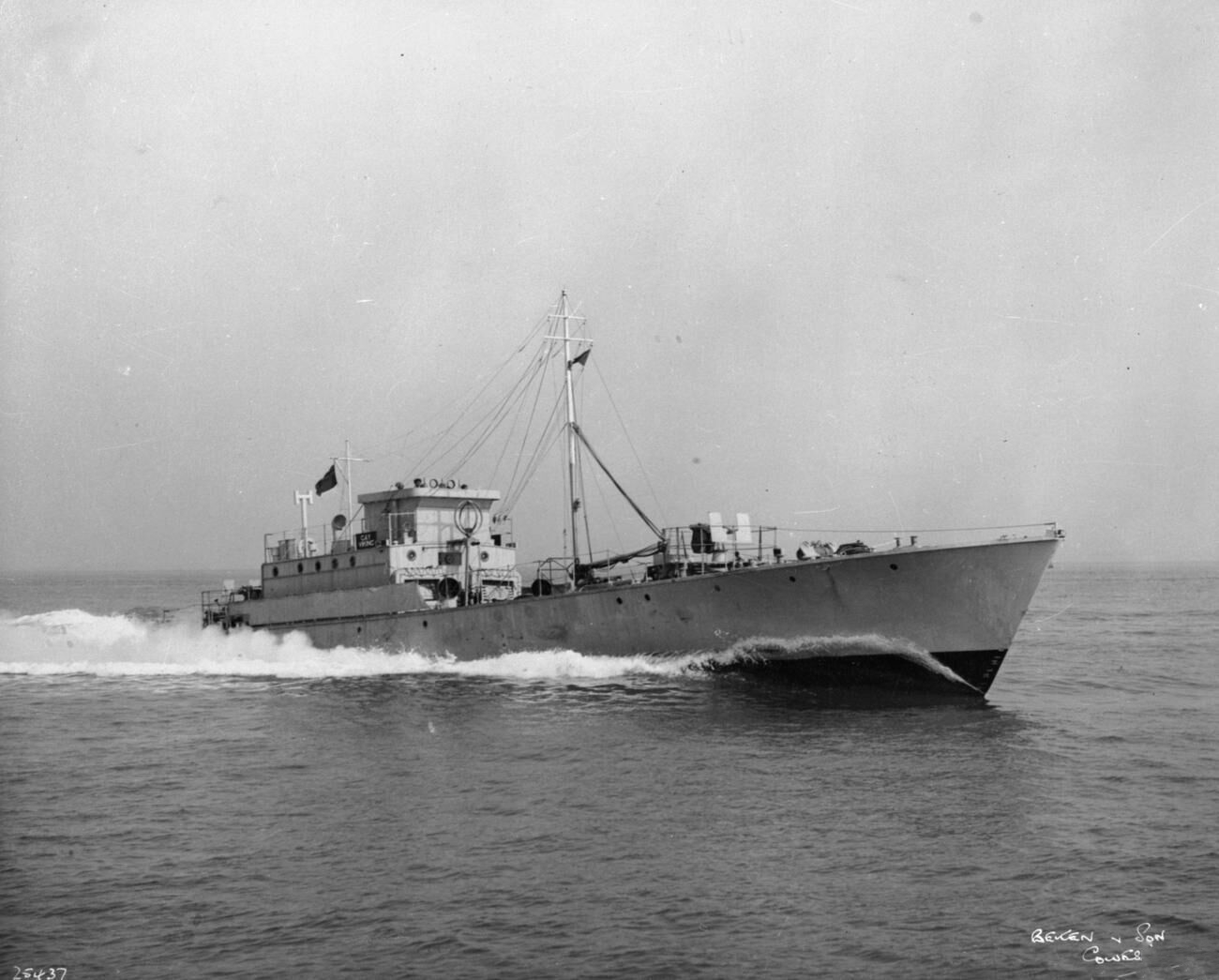
Engelska kanonbåten Gay Viking.

Kanonbåtarna med skrov av mahogny hade ett deplacement på 95 ton, 3 propellrar och sammanlagt 3 000 bhp. Fartuppgifterna varierar i olika källor, men en ursprunglig teoretisk maxfart var 28 knop, och efter modifiering till blockadbrytare förväntades båtarna ha en toppfart på 23 knop och en marschfart på 20 knop. Aktionsradien var 1 200 distansminuter vid 17 knops fart. Fartygen skulle vara så grundgående, cirka fem fot, att de kunde flyta över vanliga minfält. Lastkapaciteten beräknades till cirka 45 ton. Bestyckningen var två dubbla 20 mm Oerlikon-automatkanoner, ett par på fördäck och ett på akterdäck, ett par Vickerskulsprutor på vardera sidan av bryggan, och ett batteri om fyrdubbla Vickerskulsprutor på övre däck akter om brygghytten.
I början av oktober anlände ett tåg med täckta godsvagnar till Lysekil. Lasten saknade adresslappar med avsändare eller mottagare, och den förvånade tågväxlaren konstaterade att polis övervakade växlingen. På frågan om godsinnehållet fick han inget svar. Stuveriarbetare lade upp lasten, trälådor märkta "Butter", i skydd av gatsten och silltunnor. Under kanonbåtarnas första resa, där de fem startade från Kingston upon Hull på kvällen den 26 oktober 1943, nådde endast Gay Viking Sverige.
| ”                                             | Det var en underbar upplevelse för alla ombord att tuffa fram mot Lysekil bland skären i morgonljuset. Vi förde en jättestor röd handelsflagga akterut och en mindre på gaffeln, Wilsonlinjens vimpel fladdrade glatt och hela båten tycktes sprickfärdig av stolthet. Vi passerade ett par tre öppna fiskebåtar och de ombordvarande stod upp och hurrade när vi strök förbi. | „ |
| – Harry Whitfield, befälhavare på Gay Viking. | |   |

De engelska besättningsmedlemmarna inte fick röra sig fritt utan eskorterades till badhuset och stadshotellet i Lysekil av svensk militär. Den 31 oktober var Gay Viking tillbaka i England med 40 ton last. 
I väntan på gynnsamt väder för överfarterna, det vill säga blåsigt med dis eller dimma, förtöjde blockadbrytarna i närheten av Dicto och Lionel vid Lahälla. Här utfördes också mindre reparationer. Lysekilbor med nazistiska sympatier rapporterade de brittiska båtarnas aktiviteter till tyska myndigheter. Svenska myndigheter hade i början av 1944 fått underrättelser om att tyskarna förberedde sabotage mot Dicto och Lionel med magnetminor på deras ankarplatser. Vakthållningen med svenska soldater vid Brofjordens mynning utökades, och norrmän och engelsmän förbättrade vakthållningen på fartygen som också strålkastarbelystes nattetid. De svenska myndigheterna oroades av det växande antalet suspekta svenskar som bosatte sig i Lysekil, och därför undersöktes alternativa lastningsplatser. Hunnebostrand utsågs till reservplats dit lasten, av lokalbefolkningen kallad "smördrittlarna", fraktades med lastbil från järnvägsstationen i Dingle. Om någon i området runt Lahälla talade om kullagertrafiken i telefon, bröts den dåtida manuellt kopplade telefonförbindelsen omedelbart. Brev som berättade om båttrafiken kom aldrig fram.
För lotsarna innebar de engelska fartygen annorlunda uppdrag. Blockadbrytarna kunde dyka upp mellan Väderöbod i norr till ställen söder om Lysekil, och lotsuppdragen kom med kort varsel. Eftersom radio inte fick användas för att kontakta båtarna, var en liten blinkning allt lotsarna hade att gå efter. Utan lanternor kom de engelska fartygen ibland helt plötsligt ut ur dimman vid sidan av lotsbåtarna.
Kanonbåtarna råkade även ut för ett antal vevaxel-haverier. Master Standfast gensköts utanför Väderöbod den 2 november 1943 av den tyska Förpostbåt 1606 under sin första rundtur, då tyskens ljussignaler fick blockadbrytaren att tro att det var en svensk lots. Flera besättningsmän skadades då det tyska fartyget öppnade eld, och den engelske kaptenen dog senare av sina skador. De 19 besättningsmännen togs till fånga, och Master Standfast bogserades därefter in till Fredrikshavn. Vissa tyska fartyg var lika snabba som de brittiska, men eftersom de saknade radar blev det svårt att lokalisera de brittiska fartygen som färdades helt mörklagda i varandras kölvatten. På resa till England natten den 16 februari 1944 hamnade Hopewell nära tyska patrullfartyg, som blandat sig med fiskebåtar. Tack vare radarn kunde fartyget försiktigt styra undan.
| ”                                                 | Vi passerade nästan oavbrutna rader av fiskebåtar på vår babordssida och en stor trålare på styrbordssidan. Under hela denna tid hade de envisa radarekona på styrbordssidan fortsatt, och jag beslöt därför att lägga om till sydlig kurs och styra rakt in i minfälten. När vi omsider nått en position ungefär 14 distansminuter norr om Hanstholm var alla radarekon borta. | „ |
| – David "Ginger" Stokes, befälhavare på Hopewell. | |   |

Resorna mellan England och Lysekil avbröts i mars 1944 på grund av den allt kortare natten. Totalt på fem månader skeppades 347,5 ton last medan fraktflygplan under samma period transporterade 88 ton.

### Kullageraffären

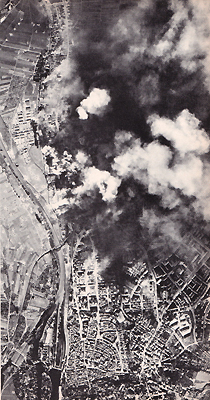
Amerikanskt bombanfall mot kullagerfabrikerna i Schweinfurt år 1943.

Den amerikanska irritationen gentemot Sverige ökade under hösten 1943 och våren 1944. Detta berodde på att amerikanska bombanfall mot de tyska kullagerfabrikerna i Schweinfurt, bland annat den 17 augusti 1943 och den 14 oktober 1943 (Black Thursday), innebar höga förlustsiffror av amerikanska flygare och bombplan. SKF hade ägarintressen i de aktuella tyska kullagerfabrikerna, och i amerikansk press började en kampanj mot företaget. Bland annat påstods att leveranser från Sverige svarade för 70% av det tyska behovet av vissa viktiga kullager. 
Den 13 april 1944 överlämnade den amerikanske ministern i Stockholm, en note till den svenska regeringen med krav att exporten av kullager, kullagermaskiner, specialstål och specialverktyg till Tyskland omedelbart skulle stoppas, i alla fall under de närmaste tre månaderna. Om detta inte uppfylldes skulle amerikanska regeringen allvarligt överväga att använda alla till förfogande stående medel för att få önskat resultat. Det svenska svaret kom den 26 april och innebar att man avböjde det amerikanska kravet med en hänvisning till det tidigare överenskomna War Trade Agreement, och att man inte ville bryta ingångna avtal med Tyskland. De allierade regeringarna förklarade sig missnöjda med den svenska regeringens svar den 27 april.
Den 9 maj började förhandlingar i Stockholms Enskilda Bank med Harald Hamberg SKF, Marcus Wallenberg SEB, Stanton Griffis och Douglas Poteat från amerikanska Foreign Economic Administration, samt Bill Waring från brittiska Ministry of Economic Warfare närvarande. De allierades representanter krävde omedelbart stopp för kullagerleveranser till Tyskland, i annat fall kunde företagets egendom bli beslagtagen inom de allierades maktsfär, uppsatt på svarta listan och få sina framtida exportmöjligheter förstörda. Enligt Griffis, så hotade han under förhandlingarna med att amerikanska bombflyget "av misstag" kunde bomba SKF:s fabriker i Göteborg.
Fortsatta förhandlingar mellan SKF och de allierade under maj ledde till ett kompromissförslag, men vid ett möte i Stockholm den 6 juni, D-Dagen, ville de amerikanska förhandlarna ha ytterligare begränsningar av kullagerexporten till Tyskland eftersom invasionen nu kommit igång. Ett nytt förslag arbetades fram, vilket innebar en minskning av exporten med 60% fram till den 12 oktober, och därefter normal exportnivå. Den 14 juni meddelades från Washington, att parterna nått samförstånd.
I slutet av september gjorde militära motgångar för de allierade att kullagerexporten till Tyskland återigen togs upp. Den 3 oktober fick Harald Hamberg officiellt meddelande om att de allierade gått ifrån överenskommelsen i juni, och nu krävde totalstopp av alla kullagerleveranser till Tyskland, samt hot om åtgärder mot SKF om företaget inte godkände de allierades krav. Företagsledningen vid SKF ansåg sig inte ha något annat val än att tillmötesgå kravet. Den 11 oktober meddelades Vereinigte Kugellagerfabriken att exporten av kullager från SKF-Göteborg helt stoppats med omedelbar verkan med hänvisning till force majeure. Exportstoppet för kullager till Tyskland varade kriget ut.